# Our Beloved Summer
 (décembre 2021).
Our Beloved Summer (hangeul : 그 해 우리는 ; RR : Geu Hae Urineun) est une série télévisée sud-coréenne, diffusée sur la chaîne de télévision SBS TV depuis le 6 décembre 2021. Elle est également disponible sur Netflix.

## Synopsis
Choi (Choi Woo-shik) et Kook (Kim Da-mi) sont deux ex-amoureux, qui ont rompu avec la promesse de ne plus jamais se revoir. Par chance, le documentaire qu'ils ont tourné il y a dix ans au lycée est devenu viral et ils sont à nouveau contraints d'affronter les caméras ensemble par leur ami producteur.

## Distribution[2]

### Acteurs principaux
- Choi Woo-shik : Choi Woong
- Kim Da-mi : Kook Yeon-soo
- Kim Sung-cheol (en) : Kim Ji-woong
- Roh Jeong-eui (en) : En Je-i

### Acteurs secondaires
- Park Jin-joo : Lee Sol-Yi
- Jeon Hye-won : Jeong Chae-ran
- Park Do-wook : Chi-seong
- Park Yeon-woo : Kim Myung-ho
- Yoon Sang-jeong : Ji Ye-in

## Production

### Fiche technique
- Titre original : 그 해 우리는
- Titre international : Our Beloved Summer
- Réalisation : Kim Yoon-jin
- Scénario : Lee Na-eun
- Sociétés de production : Studio N, Super Moon Pictures
- Sociétés de distribution : SBS (Corée du Sud) ; Netflix (monde)
- Pays d'origine :  Corée du Sud
- Langue originale : coréen
- Format : Dolby Digital
- Genre : Comédie romantique, Drame
- Durée : 60–70 minutes
- Dates de diffusion :
  - Corée du Sud : 6 décembre 2021 sur SBS TV